# Erik Lund
Erik Lund  (ur. 6 listopada 1988 w Ljungskile) – szwedzki piłkarz występujący na pozycji obrońcy. Od 2014 jest zawodnikiem klubu Varbergs BoIS.

## Kariera klubowa
Lund seniorską karierę rozpoczynał w 2005 roku w klubie Ljungskile SK z Superettan. W jego barwach rozegrał 6 ligowych spotkań. W lipcu 2005 roku przeszedł do angielskiej Aston Villi. Spędził tam 3 lata, jednak w tym czasie w jej barwach nie zagrał ani razu.
W 2008 roku powrócił do Szwecji, gdzie został graczem drużyny IFK Göteborg. W Allsvenskan Lund zadebiutował 26 lipca 2008 roku w wygranym 1:0 meczu z Gefle. 16 sierpnia 2008 roku w zremisowanym 2:2 spotkaniu z Helsingborgiem strzelił pierwszego gola w trakcie gry w Allsvenskan. W tym samym roku wywalczył z zespołem wicemistrzostwo Szwecji, a także wystąpił z nim w finale Pucharu Szwecji, w którym Göteborg przegrał 0:2 z AIK Fotboll. W 2013 roku był wypożyczony do Örebro SK, a w 2014 przeszedł do Varbergs BoIS.

## Kariera reprezentacyjna
W reprezentacji Szwecji Lund zadebiutował 20 stycznia 2010 roku w wygranym 1:0 towarzyskim meczu z Omanem.